# Massimiliano III d'Austria
Massimiliano III d'Asburgo, arciduca d'Austria, meglio conosciuto come Massimiliano il Maestro Teutonico (Wiener Neustadt, 12 ottobre 1558 – Vienna, 2 novembre 1618), era il terzo figlio dell'imperatore Massimiliano II e di Maria di Spagna.

## Biografia
Dal 1585 in poi, divenne Gran Maestro dell'ordine dei Cavalieri Teutonici (Hochmeister des Deutschen Ordens) e amministratore della provincia di Prussia. La Prussia era stata secolarizzata qualche decennio prima, quando il gran maestro dell'ordine si era convertito al protestantesimo.
L'Arciduca Massimiliano era nipote di Anna di Boemia e Ungheria, figlia ed erede di Ladislao II di Boemia ed Ungheria, a sua volta figlio maggiore di Casimiro IV di Polonia.
Nel 1587 Massimiliano divenne candidato come re della confederazione polacco-lituana, a seguito della morte del re polacco Stefano I Báthory. L'elezione fu vinta da un altro candidato, Sigismondo III Vasa, Principe di Svezia, nipote di Sigismondo I il Vecchio. Quando Massimiliano tentò di risolvere la questione a proprio favore inviando un esercito contro Sigismondo III e dando inizio alla prima guerra di successione polacca (1587-1588), venne sconfitto nella battaglia di Byczyna dagli alleati di Sigismondo, che venne proclamato re. Venne catturato e rilasciato solo dopo l'interessamento personale del papa Sisto V. Nel 1589, rinunciò ai suoi diritti sulla corona polacca. L'inattività del fratello imperatore, Rodolfo II nella questione ne peggiorò la reputazione.
Dal 1593 al 1595 Massimiliano divenne reggente per conto del giovane cugino, Ferdinando, Arciduca dell'Austria Interiore. Successivamente, nel 1595 succedette allo zio Ferdinando II d'Austria nel dominio dei suoi territori (l'Austria Anteriore), incluso il Tirolo, dove diede prova di una fervida volontà di promuovere la Controriforma. Si impiegò per deporre Melchior Khlesl, e per assicurarsi che l'arciduca Ferdinando, il suo ex pupillo, succedesse nella carica di imperatore del Sacro Romano Impero.
L'eredità più nota di Massimiliano fu senz'altro un tocco (cappello) arciducale di stile barocco che si trova oggi nella sala del tesoro del monastero di Klosterneuburg e venne usato per le cerimonie più importanti sino al 1835.
È sepolto nel Duomo di Innsbruck, in un sontuoso mausoleo bronzeo a baldacchino del 1629.

## Ascendenza
|                            |                        |                          | Genitori                   |  |  | Nonni |  |  | Bisnonni               |  |  | Trisnonni                |  |
|                            |                        |                          |                            |  |  |       |  |  | Filippo I di Castiglia |  |  | Massimiliano I d'Asburgo |  |
|                            |                        |                          |                            |  |  |       |  |  | Filippo I di Castiglia |  |  | Massimiliano I d'Asburgo |  |
|                            |                        | Maria di Borgogna        |                            |  |  |       |  |  | Filippo I di Castiglia |  |  |                          |  |
| Ferdinando I d'Asburgo     |                        |                          |                            |  |  |       |  |  | Filippo I di Castiglia |  |  |                          |  |
|                            |                        | Giovanna di Castiglia    | Ferdinando II d'Aragona    |  |  |       |  |  |                        |  |  |                          |  |
|                            |                        | Giovanna di Castiglia    | Ferdinando II d'Aragona    |  |  |       |  |  |                        |  |  |                          |  |
|                            |                        | Giovanna di Castiglia    | Isabella di Castiglia      |  |  |       |  |  |                        |  |  |                          |  |
| Massimiliano II d'Asburgo  |                        | Giovanna di Castiglia    |                            |  |  |       |  |  |                        |  |  |                          |  |
|                            |                        | Ladislao II di Boemia    | Casimiro IV di Polonia     |  |  |       |  |  |                        |  |  |                          |  |
|                            |                        | Ladislao II di Boemia    | Casimiro IV di Polonia     |  |  |       |  |  |                        |  |  |                          |  |
|                            |                        | Ladislao II di Boemia    | Elisabetta d'Asburgo       |  |  |       |  |  |                        |  |  |                          |  |
| Anna Jagellone             |                        | Ladislao II di Boemia    |                            |  |  |       |  |  |                        |  |  |                          |  |
|                            |                        | Anna di Foix-Candale     | Gastone II di Foix-Candale |  |  |       |  |  |                        |  |  |                          |  |
|                            |                        | Anna di Foix-Candale     | Gastone II di Foix-Candale |  |  |       |  |  |                        |  |  |                          |  |
|                            |                        | Anna di Foix-Candale     | Caterina di Navarra        |  |  |       |  |  |                        |  |  |                          |  |
| Massimiliano III d'Austria |                        | Anna di Foix-Candale     |                            |  |  |       |  |  |                        |  |  |                          |  |
|                            | Filippo I di Castiglia | Massimiliano I d'Asburgo |                            |  |  |       |  |  |                        |  |  |                          |  |
|                            | Filippo I di Castiglia | Massimiliano I d'Asburgo |                            |  |  |       |  |  |                        |  |  |                          |  |
|                            | Filippo I di Castiglia | Maria di Borgogna        |                            |  |  |       |  |  |                        |  |  |                          |  |
| Carlo V d'Asburgo          | Filippo I di Castiglia |                          |                            |  |  |       |  |  |                        |  |  |                          |  |
|                            |                        | Giovanna di Castiglia    | Ferdinando II d'Aragona    |  |  |       |  |  |                        |  |  |                          |  |
|                            |                        | Giovanna di Castiglia    | Ferdinando II d'Aragona    |  |  |       |  |  |                        |  |  |                          |  |
|                            |                        | Giovanna di Castiglia    | Isabella di Castiglia      |  |  |       |  |  |                        |  |  |                          |  |
| Maria d'Asburgo            |                        | Giovanna di Castiglia    |                            |  |  |       |  |  |                        |  |  |                          |  |
|                            |                        | Manuele I del Portogallo | Ferdinando d'Aviz          |  |  |       |  |  |                        |  |  |                          |  |
|                            |                        | Manuele I del Portogallo | Ferdinando d'Aviz          |  |  |       |  |  |                        |  |  |                          |  |
|                            |                        | Manuele I del Portogallo | Beatrice d'Aviz            |  |  |       |  |  |                        |  |  |                          |  |
| Isabella d'Aviz            |                        | Manuele I del Portogallo |                            |  |  |       |  |  |                        |  |  |                          |  |
|                            |                        | Maria d'Aragona          | Ferdinando II d'Aragona    |  |  |       |  |  |                        |  |  |                          |  |
|                            |                        | Maria d'Aragona          | Ferdinando II d'Aragona    |  |  |       |  |  |                        |  |  |                          |  |
|                            |                        | Maria d'Aragona          | Isabella di Castiglia      |  |  |       |  |  |                        |  |  |                          |  |
|                            |                        | Maria d'Aragona          |                            |  |  |       |  |  |                        |  |  |                          |  |